# Wiktor Lemantowicz
Wiktor Markowicz Lemantowicz, ros. Виктор Маркович Лемантович (ur. 15 kwietnia 1897 w Małym Korzewniku na Wileńszczyźnie, zm. 27 czerwca 1977 w ZSRR) – oficer Armii Czerwonej narodowości polskiej, według innych źródeł – Białorusin, generał brygady Wojska Polskiego.

## Życiorys
Skończył szkołę powszechną, w 1919 wstąpił do Armii Czerwonej, uczestnik wojny domowej w Rosji, absolwent Szkoły Dowódców Piechoty w Leningradzie i Akademii Wojskowej im. Frunzego w Moskwie. Szef sztabu brygady, zastępca dowódcy dywizji, dowódca brygady strzeleckiej i dowódca dywizji podczas II wojny światowej. Od sierpnia 1944 w WP, zastępca dowódcy 10 Dywizji Piechoty ds. liniowych, następnie od października 1944 zastępca dowódcy 7 Dywizji Piechoty ds. liniowych.
Po wojnie brał udział w walkach ze zbrojnym podziemiem na Rzeszowszczyźnie. Od 22 marca 1945 do 23 lipca 1947 dowódca 12 Dywizji Piechoty w Szczecinie. Komendant garnizonu Szczecin od 13 listopada 1945 i przewodniczący Wojewódzkiego Komitetu Bezpieczeństwa w Szczecinie. W grudniu 1945 mianowany generałem brygady przez Prezydium KRN. Jesienią 1947, na własną prośbę, zakończył służbę w WP i powrócił do ZSRR.
Od stycznia 1948 do listopada 1952 był zastępcą dowódcy 120 Gwardyjskiej Dywizji Strzeleckiej w Mińsku.

## Odznaczenia
- Order Kutuzowa II klasy[2]
- Krzyż Oficerski Orderu Odrodzenia Polski (1945)
- Order Krzyża Grunwaldu III klasy (1945)